# Cyclosa litoralis
Cyclosa litoralis là một loài nhện trong họ Araneidae.
Loài này thuộc chi Cyclosa. Cyclosa litoralis được Ludwig Carl Christian Koch miêu tả năm 1867.